# Херман II фон Лон
Херман II фон Лон (на немски: Hermann II von Lohn; на нидерландски: Herman II van Loon; * пр. 1238; † 1316 в Щадтлон) е последният владетел на господството Лон в Нидерландия.
Той е син на граф Херман I фон Лон (1206 − 1252) и втората му съпруга Еуфемия фон Коеверден, вдовица на Хендрик II ван Боркуло († 1236). След смъртта на баща му Херман II е още непълнолетен и в началото на управлението му помага Ото фон Лон.
На 1 ноември 1277 г. Херман II фон Лон напада на пътя за Текленбург и тежко ранява граф Енгелберт I фон Марк и го затваря в замъка си „Бредевоорт“ в Нидерландия, където умира в плен на 16 ноември. През 1278 г. неговият син Еберхард I фон Марк напада Херман II, обсажда и разрушава замък Бредевоорт и взема трупа на баща си. Херман е наказан, между другото с двегодишно поклонение.
През началото на 14 век Херман II фон Лон има конфликт с епископа на Мюнстер Ото III фон Ритберг
Херман II фон Лон получава 1237 г. чрез съпругата си Гертруд фон Холте господството Холте в областта на Оснабрюк. През 1315 г. той продава господството Холте за 350 марки на граф Ото IV фон Равенсберг.
Със смъртта на Херман II през 1316 г. изчезва родът на господарите на Лон, понеже двамата му сина умират преди него.

## Фамилия
Херман II се жени 1237 г. за Гертруд фон Холте († 1302), дъщеря на Херман фон Холте († ок. 1282) и София фон Равенсберг, дъщеря на граф Лудвиг фон Равенсберг († 1249). Тя е племенница на кьолнския архиепископ Вигболд фон Холте. Те имат два сина:
- Херман III († 1315)
- Викболд († 1312), домпропст в катедралата „Св. Павел“ в Мюнстер (1307 – 1310)